# Corallana basalis
Corallana basalis är en kräftdjursart som först beskrevs av Heller 1868.  Corallana basalis ingår i släktet Corallana och familjen Corallanidae. Inga underarter finns listade i Catalogue of Life.